# Quando Hitler rubò il coniglio rosa
Quando Hitler rubò il coniglio rosa (When Hitler Stole Pink Rabbit) è un romanzo per ragazzi di Judith Kerr, pubblicato per la prima volta nel 1971, tradotto in Italia nel 1976 nella collana "BUR dei Ragazzi" dalla casa editrice Rizzoli (traduzione italiana di Maria Buitoni Duca).
È una storia in parte autobiografica, basata sui primi anni di vita dell'autrice.
Judith Kerr ha dedicato questo libro ai suoi genitori.
Quando Hitler rubò il coniglio rosa rappresenta l'infanzia di ogni bambino che è stata rubata da Hitler.

## Trama
Max e Anna sono due bambini tedeschi che vivono a Berlino con i loro genitori e sono di origine ebraica. Hanno rispettivamente 12 e 9 anni. La loro famiglia vive in una grande casa dove hanno una cameriera di nome Bertha e una governante di nome Heimpi (ma il suo vero nome è Heimpel), che si prende cura di Anna e Max. Anna e Max hanno degli amici; la migliore amica di Anna si chiama Elsbeth; il miglior amico di Max è Gunther. Il padre dei due bambini è un famoso scrittore tedesco e socialista di successo, che scrive articoli contro il Partito Nazionalsocialista, mentre la madre passa le giornate suonando il pianoforte. I bambini frequentano le migliori scuole berlinesi.
La storia inizia la settimana prima delle elezioni in Germania. Anna e Elsbeth, tornando da scuola, vedono dei cartelloni con sopra la faccia di Hitler. Tornata a casa Anna vede Max e Gunther giocare alla guerra contro i nazisti e le raccontano la lotta nata quella mattina a scuola tra i ragazzi nazisti e quelli socialisti. Il padre di Anna in quei giorni è costretto a stare in casa con l'influenza, ma una sera riceve una telefonata da un poliziotto suo ammiratore il quale lo avvisa del fatto che dopo le elezioni i nazisti hanno intenzione di ritirare i passaporti agli oppositori politici, perciò il poliziotto consiglia allo scrittore di lasciare la Germania. Così durante la notte il padre di Anna e Max organizza il suo viaggio e parte per Praga. Nei giorni seguenti la mamma di Anna raccomanda a lei e a suo fratello di non dire nulla a nessuno della partenza del padre, e organizza il viaggio per loro tre, che raggiungeranno il padre non a Praga, ma in Svizzera.
Durante le settimane che mancano alla partenza i ragazzi e la mamma, con l'aiuto di Heimpi, preparano le cose da portare. Anna col suo piccolo bagaglio si trova costretta a prendere una terribile decisione: portare con sé il suo vecchio peluche, un coniglio rosa malandato, o portare con sé il nuovo cagnolino di peluche che aveva ricevuto per Natale. Sceglie il cagnolino, tanto sa che le sarebbe stato spedito tutto in Svizzera e che pertanto avrebbe così rivisto il suo coniglio rosa. A soli un paio di giorni dalle elezioni Anna, Max e la mamma prendono il treno per Zurigo. Anna prende questa fuga come una cosa piacevole, si rende conto della gravità della situazione, ma allo stesso tempo è felice perché sta per scoprire cose nuove. Il viaggio in treno la stanca molto anche perché né la mamma né Max sono in vena di parlare, ma Anna rimane comunque soddisfatta di tutto ciò che vede fuori dal finestrino e soprattutto non vede l'ora di riabbracciare il padre che li aspetta in Svizzera. Alla frontiera la madre in preda alla paura di venire fermata, mostra i passaporti alla guardia tedesca la quale li osserva attentamente e glieli ridà, forse malvolentieri. Arrivati a Zurigo dopo aver raggiunto il padre, alloggiano in un bell'albergo, ma Anna si ammala e resta a letto per quasi due mesi.
Una volta guarita la famiglia è costretta a trovare una sistemazione più economica trasferendosi così alla pensione degli Zwirn. Questa famiglia svizzera li ospiterà per circa un anno e lì Anna e Max faranno amicizia con Vreneli e Franz e frequenteranno le loro stesse scuole. In Svizzera i due bambini non hanno grande difficoltà ad ambientarsi dato che parlano tutti la loro stessa lingua, ma certo all'inizio notano delle differenze con le scuole di Berlino. Iniziano soprattutto a convivere con una realtà economica molto diversa da quella a cui erano abituati in Germania, perché lì nessun giornale vuole pubblicare gli articoli del padre dato che essendo antinazista potrebbe intaccare la neutralità del paese. A Zurigo la famiglia riceve la visita di nonna Omama e di zio Julius, il quale li avvisa che sulla testa del padre pende una taglia di 1000 marchi. Arriva inoltre la notizia della confisca di tutti i loro beni e Anna si rende conto che non avrebbe mai più rivisto il suo coniglio rosa. Il giorno del decimo compleanno di Anna il padre le annuncia che si sarebbero trasferiti a Parigi dove egli ha intanto trovato un giornale intenzionato a pubblicare i suoi articoli. Così Anna e Max si ritrovano ancora una volta a fare i bagagli e ad iniziare un'altra nuova vita in Francia, dove li aspetta la madre partita prima di loro per sistemare l'appartamento in cui alloggeranno.
Durante il viaggio verso Parigi Anna, Max e il padre devono cambiare treno a Basilea e chiedono aiuto a un facchino il quale li accompagna su di un treno. Ma una volta saliti Anna si rende conto che è il treno sbagliato: il mezzo sta, infatti, partendo per Stoccarda e i tre riescono a scendere appena in tempo. Il facchino nel frattempo è scomparso: probabilmente era qualcuno che, avendo riconosciuto lo scrittore, aveva cercato di ingannarlo per ricevere la taglia. Grazie alla prontezza di Anna i tre riescono a raggiungere finalmente il treno per Parigi. Anna rimane subito molto colpita da Parigi. Le scuole accolgono lei e il fratello molto bene e i due ricevono molti complimenti dalle insegnanti. A Parigi la famiglia di Anna fa amicizia con i Fernand, con cui si vedono spesso. In città vive anche zia Sarah, una prozia della mamma di Anna. Il 1935 si apre però con una forte crisi economica e il padre di Anna che già viene pagato molto poco si ritrova a prendere ancor meno. Allora scrive una sceneggiatura per il cinema sulla vita della madre di Napoleone, ma tutti i produttori francesi la rifiutano. Decide di seguire il consiglio della moglie e di mandare il copione in Inghilterra dove viene accettato e pagato con molte sterline. Uno degli ultimi giorni a Parigi (visto che poi la famiglia dovrà partire per l'Inghilterra), Anna e suoi ricevono la visita di un tedesco: è un conoscente dello zio Julius, vive nello stabile dove questi si era ritrovato a fare lo spazzino dopo essere stato licenziato dal Direttore del museo di storia naturale di Berlino

## Edizioni
- (EN) When Hitler Stole Pink Rabbit, 1ª ed., London, Collins, 1971, ISBN 0-00-184913-1.
- Quando Hitler rubò il coniglio rosa, collana Coll. La BUR dei ragazzi ; 8, traduzione di Maria Buitoni Duca, illustrazioni di Judith Kerr, Milano, Rizzoli, 1976.
- Giovanni Albertocchi (a cura di), Quando Hitler rubò il coniglio rosa, collana Coll.  Leggere a scuola ; 5, traduzione di Maria Buitoni Duca, Firenze, Sansoni, 1978, ISBN 88-383-0013-5.
- Quando Hitler rubò il coniglio rosa, collana Coll.  I delfini Bompiani ; 21, traduzione di Maria Buitoni Duca, illustrazioni di Judith Kerr, Milano, Bompiani, 1995, ISBN 88-452-2529-1.

## Adattamenti
- Quando Hitler rubò il coniglio rosa (Als Hitler das rosa Kaninchen stahl) film tv tedesco del 1978 diretto da Ilse Hofmann[1].
- Quando Hitler rubò il coniglio rosa (Als Hitler das rosa Kaninchen stahl) film del 2019 diretto da Caroline Link[2].